# Parafia Narodzenia Najświętszej Maryi Panny w Lipkach Wielkich
Parafia Narodzenia Najświętszej Maryi Panny w Lipkach Wielkich – parafia rzymskokatolicka, terytorialnie i administracyjnie należąca do diecezji zielonogórsko-gorzowskiej, do dekanatu Rokitno, erygowana w 1946 roku. W parafii posługują księża diecezjalni.